# Involtino di spaghetti di riso

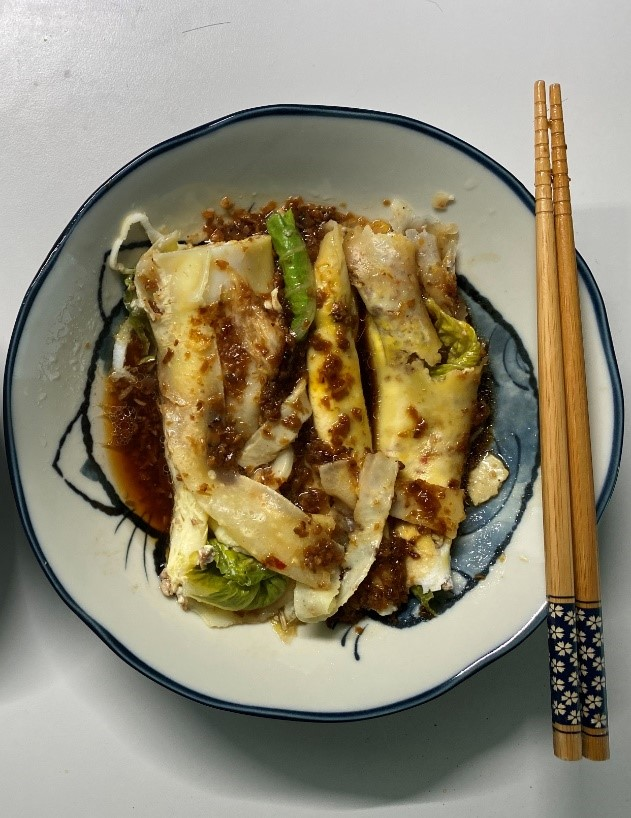
Involtino di spaghetti di riso nello stile del Guangdong.

L'involtino di spaghetti di riso (chiamati anche cheung fun, o ancora look fun o look funn alle Hawaii) è un piatto della cucina cantonese e della cucina di Hong Kong, servito spesso come una merenda o un pasto veloce o come varietà del dim sum.
È fatto come una piadina sottile creata da una grande striscia di shahe fen (noodle di riso) e usualmente riempito con gamberetti, carne di manzo, verdure o altri ingredienti. La salsa di soia condita, a volte con il siu mei, viene versata sul piatto al momento di servire. Quando sono semplici e senza ripieno, gli spaghetti di riso sono conosciuti anche come jyu cheung fun, letteralmente "spaghetti con intestino di maiale", in riferimento alla sua somiglianza con gli intestini di un maiale. Non esiste una nota ufficiale sulla storia degli involtini di spaghetti di riso; la maggior parte dei libri di cucina afferma che siano stati preparati per la prima volta negli anni '30 del Novecento. A Guangzhou, nella provincia del Guangdong, la gente chiamava il piatto laai cheung (lett. "tirare gli intestini"), perché si tratta di un involtino di noodle tirato a mano.

## Preparazione
Le sfoglie degli spaghetti di riso sono realizzate con una miscela di farina di riso e tapioca o farina di riso glutinoso e acqua. Il composto ha la consistenza della panna. La farina di riso conferisce volume e sapore, mentre la farina di tapioca dona elasticità e elasticità ai noodles. La farina di tapioca o riso glutinoso può essere omessa quando si utilizza farina di riso prodotta con determinati tipi di riso invecchiato, poiché i cambiamenti chimici nel riso invecchiato lo rendono della stessa consistenza che si otterrebbe con l'aggiunta del secondo amido.
Questa miscela liquida viene versata in una padella piatta forata appositamente (simile a uno scolapasta piatto). I ristoranti commerciali utilizzano invece speciali pentole di grandi dimensioni rivestite con un panno permeabile al vapore. Il composto di pasta viene cotto a vapore nella padella dal basso verso l'alto per produrre sfoglie quadrate di pasta di riso. I noodles sono in genere molto sottili (circa 1/8 di spessore).
Una volta che la miscela liquida è stata versata e solidificata, è possibile aggiungere ripieni come gamberetti o manzo prima che la pasta sia completamente cotta. Mentre la pasta cuoce, inizierà a formarsi attorno al ripieno e ad attecchire senza cadere durante il trasferimento dalla vaporiera al piatto. Dopo aver cotto a vapore per diversi minuti, l'intera pasta appena cotta al vapore si attacca e deve essere raschiata via, solitamente su una superficie metallica con un sottile strato di olio per evitare che si attacchi. La pasta risultante viene leggermente piegata circa tre volte. Tradizionalmente, i noodles vengono completati con l'aggiunta di una salsa di soia calda e zuccherata appena prima di servire. Il cheung fun in stile cantonese/hongkonghese è solitamente leggermente piegato quando c'è il riempimento all'interno.
La vera pasta di per sé ha poco sapore. I ripieni e la salsa di soia che la accompagnano forniscono la maggior parte del sapore. I ripieni tradizionali sono gamberetti freschi o essiccati e marinati, manzo (mischiato con farina di riso) o maiale e cipolle verdi tritate.
L'involtino di spaghetti di riso viene generalmente servito in multipli di tre e solitamente inciso per rivelare il ripieno all'interno. In altri Paesi, si usa servirlo senza ripieno all'interno, ma con condimenti e una salsa densa sopra. L'involtino di spaghetti di riso viene servito caldo e fresco e accompagnato con una spruzzata di olio semplice o aromatizzato (scalogno fritto) con una generosa quantità di salsa di soia dolce calda aggiunta subito prima di servire. Vi è anche la possibilità di aggiungere salsa hoisin.

## Varianti regionali

### Cucina cantonese

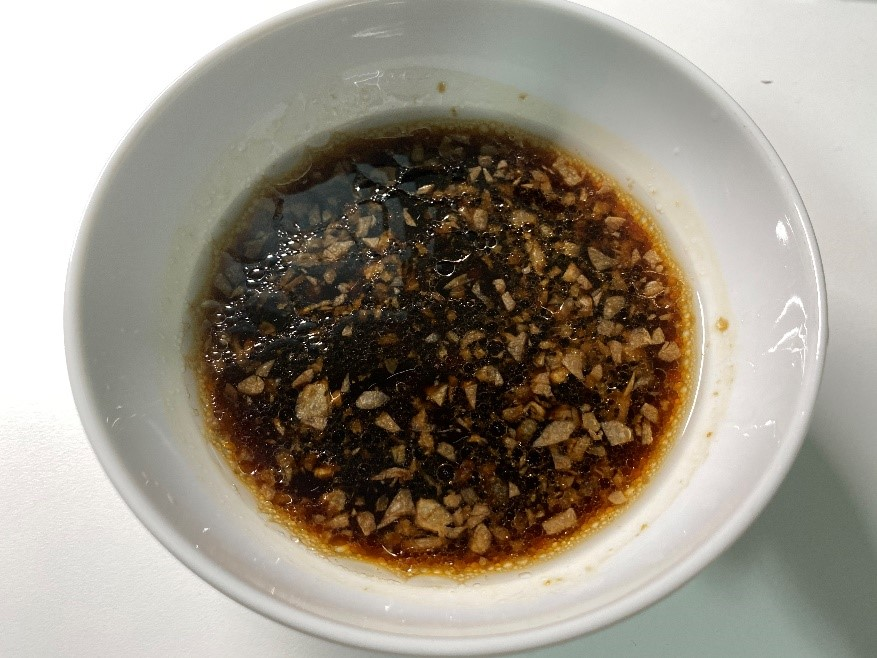
Salsa di soia con funghi e aglio.

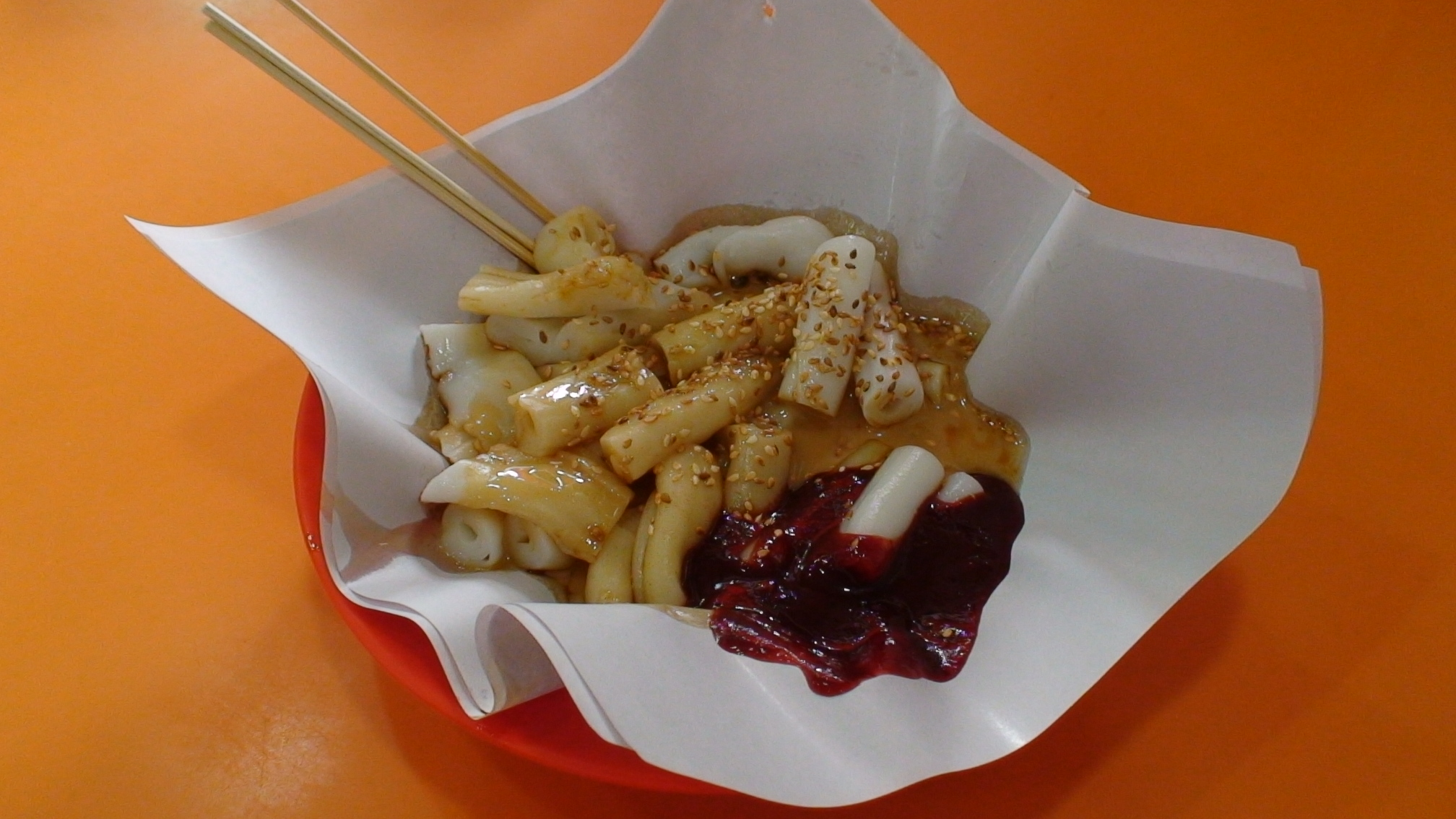
Cheung fun semplice con salsa hoisin, salsa di sesamo e semi di sesamo arrostiti.

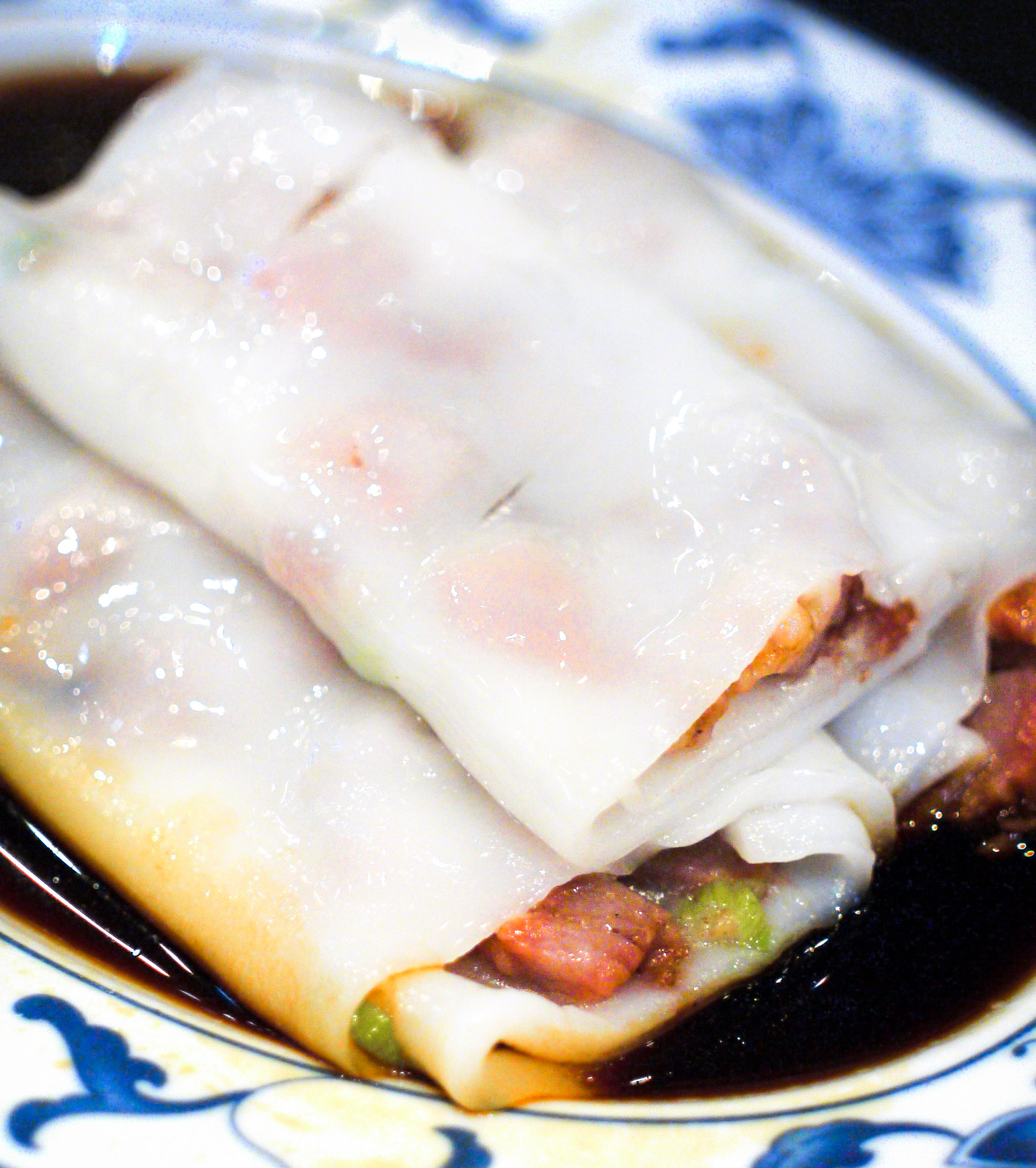
Involtino di spaghetti di riso con char siu.

Nella cucina cantonese, gli involtini di spaghetti di riso vengono spesso serviti come dim sum. I tipi più comuni tradizionalmente offerti come parte della cucina dim sum sono:
- Involtino di spaghetti di riso con manzo (cinese: 牛肉腸; cantonese Yale: ngàuyuhk chéung)
- Involtino di spaghetti di riso con gamberetti (cinese: 蝦腸; cantonese Yale: hā chéung)
- Involtino di spaghetti di riso con gamberetti essiccati (cinese: 蝦米腸; cantonese Yale: hā máih chéung)
- Involtino di spaghetti di riso char siu (cinese: 叉燒腸; cantonese Yale: chāsīu chéung)
- Zhaliang (cinese: 炸兩; cantonese Yale: ja léung)

Altre varianti moderne che possono essere offerte includono:
- Involtino di spaghetti di riso con pollo e melone amaro
- Involtino di spaghetti di riso con conpoy e germogli di piselli
- Involtino di spaghetti di riso con pesce
- Involtino di noodle di riso saltato in padella con salsa XO

Una versione del cheung fun assente al di fuori di Guangzhou è la variante con ripieno di carne a fette. Questa varietà si trova tipicamente nei ristoranti di strada come pasto a sé stante e utilizza pezzi di carne interi, tipicamente manzo o maiale, piuttosto che carne macinata. Prima di arrotolare la crêpe, come parte del ripieno viene aggiunta lattuga o lattuga romana sbollentata brevemente, conferendo al cheung fun croccantezza e volume.

### Cucina del sud-est asiatico
Il chee cheong fun in stile malese di Penang viene servito con una pasta di gamberetti chiamata hae ko nel dialetto hokkien e petis udang nella lingua malese.
A Ipoh, il chee cheong fun viene servito principalmente in due modi, nella versione secca o in quella bagnata. Nella versione secca viene servito con salsa dolce rossa e, nella maggior parte dei casi, salsa di peperoncino e peperoncino verde sott'aceto. Nella versione bagnata viene servito con curry con cotenna di maiale e fagioli lunghi o carne macinata e sugo di funghi shiitake. Sia la versione secca che quella umida sono condite con semi di sesamo e scalogno fritto.
Teluk Intan, una delle città nello stato di Perak, offre altre varianti del chee cheong fun che contengono rape, scalogno e gamberetti fritti.
Il chee cheong fun è un popolare alimento per la colazione a Singapore e in Malaysia. Il chee cheong fun viene spesso servito nei kopitiam e nei ristoranti cinesi. Il chee cheong fun si può trovare anche a Bagansiapiapi, una piccola cittadina di Riau, in Indonesia. Qui è chiamato tee long pan o tee cheong pan nel dialetto hokkien. Il tee long pan è servito con salsa di peperoncino rosso, arachidi tostate tritate, scalogno fritto e gamberetti essiccati.

### Cucina vietnamita
Nella cucina vietnamita esiste un piatto simile chiamato bánh cuốn, che viene consumato principalmente a colazione. È un rotolo simile a una crêpe composto da un foglio sottile e largo di pasta di riso (simile allo shahe fen) che può essere riempito con carne di maiale macinata e altri ingredienti. I contorni sono solitamente costituiti da chả lụa (salsiccia di maiale vietnamita) e germogli di soia, mentre la salsa di immersione si chiama nước chấm. A volte, una goccia di cà cuống, che è l'essenza di un gigantesco insetto acquatico, Lethocerus indicus, viene aggiunta al nước chấm per dare un sapore extra, sebbene questo ingrediente sia scarso e piuttosto costoso.